# Valerián Frolov
Valerián Aleksándrovich Frolov (1895, San Petersburgo - 1961, Leningrado) fue un coronel general soviético. Participó en la Primera Guerra Mundial, la guerra civil rusa, la guerra civil española, la guerra soviético-finlandesa como un comandante del Ejército, y durante la Segunda Guerra Mundial como el comandante del 14º Ejército, y, a partir de septiembre de 1941 a febrero de 1944, luchó en el frente de Carelia. Después de la guerra de 1945 a 1956 comandó las tropas del Distrito Militar de Belomorski y del Distrito Militar de Arcángel . A partir de 1956 fue colocado en la reserva.

## Premios
- Tres veces la Orden de Lenin
- Orden de Kutúzov 1 ª clase
- Orden de Bogdán Jmelnitski 1 ª clase
- Cuatro veces Orden de la Bandera Roja
- Orden de la Estrella Roja